# Studio M2
Studio M2 (株式会社スタジオM2 Kabushiki-gaisha Sutajio Emu 2?), es un estudio de animación japonés fundado en 2016.

## Historia
En marzo de 2016, Masao Maruyama, quien era el CEO de MAPPA, estableció una nueva compañía para planear y producir anime. Este es el tercer estudio que monta Maruyama, después de Madhouse y MAPPA.
Maruyama, que dejó la dirección del estudio MAPPA tras la producción de Kono Sekai no Katasumi ni, pretendía retirarse del frente, pero sintió que todavía quería hacer una obra, así que decidió crear una empresa de planificación especializada en preproducción.
Maruyama pensó que quería realizar al menos dos grandes proyectos más que fueran únicos para él, por lo que procedió con la planificación y trató de crear una forma en la que "el trabajo pueda ser lanzado al mundo sin mí". Se esperaba que tardara cinco años en completarse, así que decidió sentar las bases, como la historia, durante los primeros dos o tres años para que los productores jóvenes se hicieran cargo si alguna vez colapsaba.
Al principio, la intención era que fuera una empresa que solo se encargara de la planificación, pero como es habitual en la industria del anime, también tenía que hacer otras cosas y se puso a cargo de la producción de animación para el anime de televisión Onihei de 2017.

## Obras

### Series de televisión
| Año  | Título                                             | Director       | Fecha de primera transmisión | Fecha de última transmisión | Eps. | Notas                                                             | Refs.       |
| ---- | -------------------------------------------------- | -------------- | ---------------------------- | --------------------------- | ---- | ----------------------------------------------------------------- | ----------- |
| 2017 | Onihei                                             | Shigeyuki Miya | 10 de enero de 2017          | 4 de abril de 2017          | 13   | Adaptación de las novelas escritas por Shōtarō Ikenami.           | [ 6 ] [ 7 ] |
| —    | Gate Season 2: Jieitai Kanōmi nite, Kaku Tatakaeri | Tōru Takahashi | —                            | —                           | —    | Secuela de Gate: Jieitai Kanochi nite, Kaku Tatakaeri 2nd Season. | [ 8 ]       |

### Películas
| Año  | Título                                                        | Director          | Duración | Notas                                                                       | Refs.        |
| ---- | ------------------------------------------------------------- | ----------------- | -------- | --------------------------------------------------------------------------- | ------------ |
| 2018 | Usuzumizakura: Garo                                           | Satoshi Nishimura | 82m      | Parte de la serie Garo: The Crimson Moon. Coproducción junto a Studio VOLN. | [ 9 ] [ 10 ] |
| 2023 | Yamanaka Sadao ni Sasageru Manga Eiga "Nezumikozou Jirokichi" | Rintaro           | 25m      | Historio original.                                                          | [ 11 ]       |

### ONAs
| Año  | Título | Director         | Fecha de primera transmisión | Fecha de última transmisión | Eps. | Notas                                                       | Refs.                |
| ---- | ------ | ---------------- | ---------------------------- | --------------------------- | ---- | ----------------------------------------------------------- | -------------------- |
| 2023 | Pluto  | Toshio Kawaguchi | 26 de octubre de 2023        | 26 de octubre de 2023       | 8    | Adaptación del manga escrito e ilustrado por Naoki Urasawa. | [ 12 ] [ 13 ] [ 14 ] |

### OVAs
| Año  | Título                              | Director       | Fecha de primera transmisión | Fecha de última transmisión | Eps. | Notas                                                   | Refs.  |
| ---- | ----------------------------------- | -------------- | ---------------------------- | --------------------------- | ---- | ------------------------------------------------------- | ------ |
| 2017 | Onihei ~Sono Otoko, Hasegawa Heizō~ | Shigeyuki Miya | 22 de febrero de 2017        | 22 de febrero de 2017       | 1    | Adaptación de las novelas escritas por Shōtarō Ikenami. | [ 15 ] |

### Como colaborador
- Granblue Fantasy The Animation Season 2 (producción principal: MAPPA; Animación clave (eps. 9, 12), Cooperación de producción (ep. 9), 2019)[16]